# Gorka Elustondo Urkola
Gorka Elustondo (Beasain, 18 de març de 1987) és un exfutbolista professional basc, que ocupava la posició de migcampista.

## Trajectòria esportiva
Format al planter de la Reial Societat, des del 2006 alternà la presència entre el filial i el primer equip, per incorporar-se definitivament al conjunt donostiarra el 2008, tot i que una lesió el va mantindre apartat dels terrenys de joc eixe any. L'1 de juliol de 2015 fitxà per l'Athletic Club.
Ha estat internacional espanyol en categories inferiors. Amb la selecció sub-19 es va imposar a l'Europeu de 2006, celebrat a Polònia.

## Palmarès
Reial Societat
- 1 Segona Divisió: 2009-10

Athletic Club
- 1 Supercopa d'Espanya: 2015[1]

Selecció Espanyola
- 1 Campionat d'Europa de Futbol sub-19: 2006